# داني خيمينيز
داني خيمينيز (بالإسبانية: Daniel Jiménez López) هو لاعب كرة قدم إسباني في مركز حراسة المرمى، ولد في 5 مارس 1990 في نبريشة في إسبانيا. لعب مع إشبيلية أتلتيكو ونادي ألكوركون ونادي ميرانديس ونادي هويسكا.

## وصلات خارجية
- داني خيمينيز على موقع قاعدة بيانات كرة القدم.إي يو (الإنجليزية)
- داني خيمينيز على موقع Soccerway.com (الإنجليزية)
- داني خيمينيز على موقع عالم كرة القدم.نت (الإنجليزية)
- داني خيمينيز على موقع AS.com (الإسبانية)